# Шарлоттаунская конференция

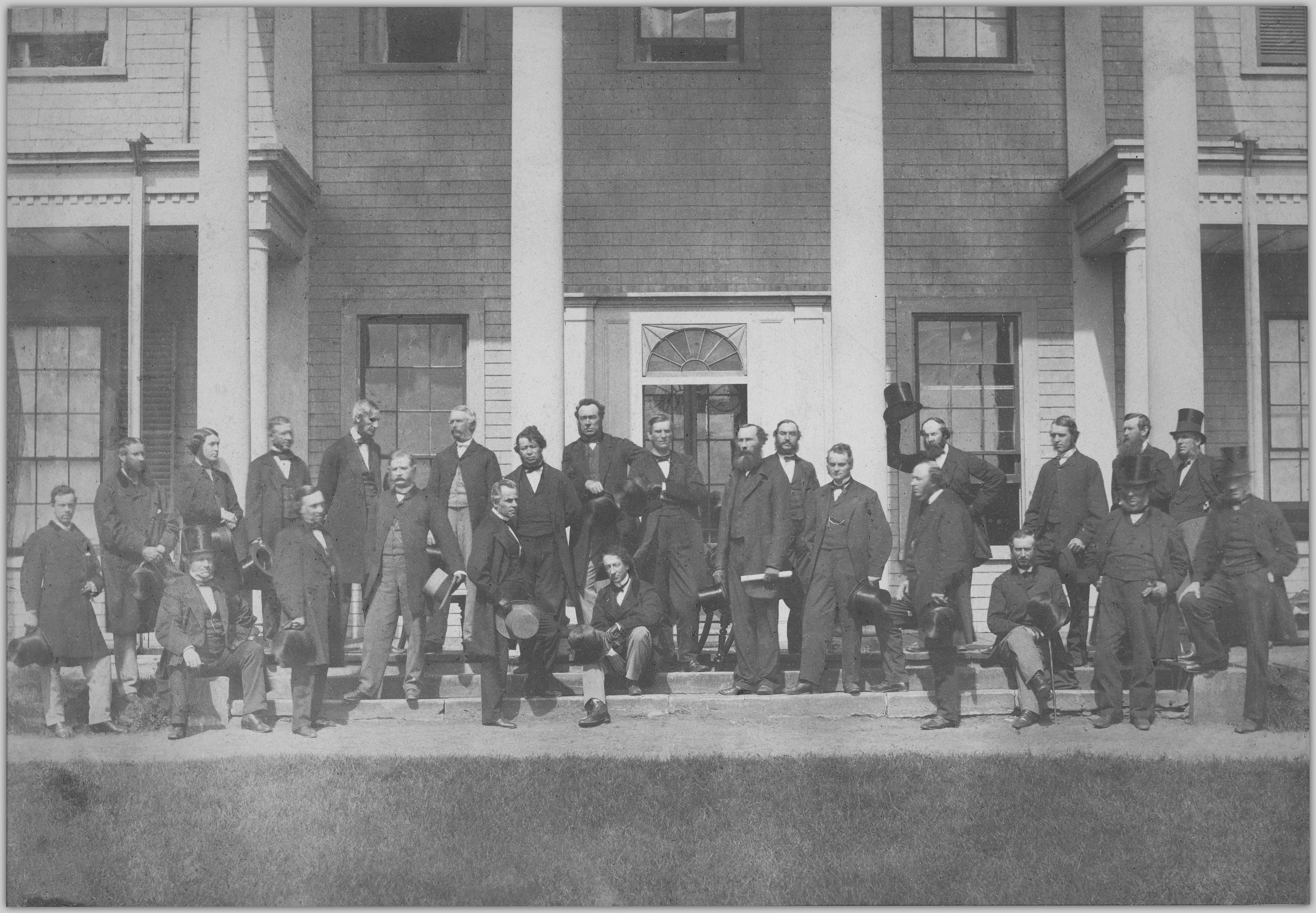
Делегаты конференции на ступенях Дома правительства.

Шарлоттаунская конференция — конференция, проходившая в Шарлоттауне, Остров Принца Эдуарда, среди представителей колоний, составлявших Британскую Северную Америку, касательно обсуждения основания Канадской конфедерации. Конференция проходила с 1 по 9 сентября 1864 года.
Конференция изначально планировалась как встреча между представителями только так называемых Приморских провинций: Новая Шотландия, Нью-Брансуик и Остров Принца Эдуарда. Ньюфаундленд согласился с идеей конференции, но не был вовремя уве́домлен о конференции, чтобы принять участие в её работе. Великобритания поощряла создание Приморского союза между этими колониями, надеясь, что они станут менее экономически и политически зависимыми от короны, а также обеспечат себе большую экономическую и военную мощь в регионе в свете продолжающейся Гражданской войны в США. Однако другая колония, провинция Канада, включающая территории современных Онтарио и Квебека, узнав новость о планируемой конференции, попросила расширить повестку дня, чтобы обсуждать заключение союза, который включал бы также и эту колонию. Ньюфаундленд также просил дать ему возможность принять участие в конференции в августе 1864 года, но к тому времени было уже слишком поздно, чтобы изменять планы конференции.
По стечению обстоятельств в Шарлоттауне в то же самое время выступал странствующий цирк, который был намного более интересным для большинства населения. По этой причине на общественной пристани у начала Грейт-Джордж-стрит, когда канадские делегаты прибыли на пароходе SS Victoria, не оказалось ни одного рабочего, поэтому представитель Острова Принца Эдуарда Уильям Генри Поуп должен был самостоятельно приветствовать и встречать вновь прибывших, выступая в том числе в качестве гребца. Канадские делегаты были вынуждены каждую ночь периода их пребывания на конференции проводить на борту SS Victoria, поскольку цирк и делегаты Приморских провинций заняли большинство гостиниц в городе.

## Конференция
Большая часть заседаний конференции состоялась в здании законодательного собрания колонии, Province House, хотя некоторые социальные встречи были проведены в Доме правительства, месте пребывания лейтенант-губернатора колонии.
Конференция началась в четверг, 1 сентября, с банкета для всех делегатов. Приёмы и банкеты имели место каждую ночь после завершения обсуждений в течение этого дня (исключением было воскресенье, 4 сентября, когда встреч не проводилось). Представители провинции Канады преобладали на конференции, «затеняя» представителей Приморских провинций и излагая такие варианты принципов объединения, которые были выгодны в первую очередь им самим. Четыре из первых пяти дней были посвящены рассмотрению канадской позиции; представители Приморских провинций не оглашали свои планы до 6 и 7 сентября. Делегат от Канады Джордж Браун провёл два дня, обсуждая детали предложенной конституции, которая сохранила бы Канаду в составе Британской империи, но не привела бы ни к одной из проблем, которые вызвали Гражданскую войну в США, всё ещё продолжавшуюся в то время в этой стране.
Большинство делегатов от Приморских провинций были убеждены, что расширенный союз включающий провинцию Канаду, будет полезным также и для них; Остров Принца Эдуарда был, однако, в этом не уверен и активно выступал против Конфедерации. Представители этой колонии также считали, что данный союз может быть заключён в течение нескольких лет, а не в течение неопределённого периода в будущем, как они изначально планировали. Конференция завершилась в среду, 7 сентября, но представители договорились вновь встретиться в следующем месяце в Квебеке. Последний бал также был проведён 8 сентября, после чего делегаты возвратились по домам.

## Делегаты

### Нью-Брансуик
| - Эдвард Бэррон Чендлер - Джон Гамильтон Грей - Джон Мерсер Джонсон - Альберт Джеймс Смит - Уильям Генри Стивс - Самюел Леонард Тилли - Адамс Джордж Арчибальд - Роберт Барри Дикки - Уильям Александр Генри - Джонатан Маккалли - Чарльз Таппер | - Джордж Коулс - Эндрю Арчибальд Макдональд - Эдвард Палмер - Уильям Генри Поуп - Джон Гамильтон Грей | - Джордж Браун - Александр Кэмпбелл - Жорж Этьенн Картье - Александр Тилло-Галт - Эктор-Луи Ланжевен - Джон Александр Макдональд - Уильям Макдугалл - Томас Д’арси Макги |